# Пскент
Піскент (узб. Piskent) — місто в Піскентському районі Ташкентської області (з 1966), центр району. Село до 1952 року.
На правому березі річки Охангарон. Найближча залізнична станція Тойтепа (14 км). 41 км від обласного центру (м. Ташкент). Населення — близько 31400 осіб (2003).

## Історія міста
Піскент (Біскат) — столиця Ташкентської оази. За даними географів X століття, воно входило до складу держави Ілак. В.В.Бартольд і М.Є.Массон показують, що Піскент - це те саме, що й залишки пам'ятника на лівому березі річки Охангарон (на околиці сучасного міста Піскент). У Піскенті знайдено могильники I століття (Piskent Mingtepasi) і новус V століття.
Перша частина Пскенті - пагорб Пушті Махмуд, який почав набувати форми міста в 6-7 століттях. Розквіт припадає на 10-12 ст. Завдяки зручному розташуванню на торговому шляху Шош (Ташкент) – Фергана, тут у 9-10 ст. виникло місто, назване істориками Біскат. На початку XIII століття монгольські загарбники зруйнували Піскент. Хоча його західний край був перебудований в середині XIII століття, місто зменшилося і впало до рівня села.
У 14-16 століттях Піскент був частиною власності Тимуридів та інших правителів. Наприкінці 17 століття та у 18 столітті місто знову зазнало кризи. Населення переміщується на захід. Піскент мав оборонні стіни і 4 брами в 19 столітті. На той час Піскент входив до складу Коханського ханства.
У Пішкенті є будинок районної державної адміністрації, адміністративні установи, бавовноочисний завод, спільне узбецько-чеське підприємство «Каноп», цехи з виробництва цегли, брезентове швейне підприємство «Піскенціфат», акціонерне товариство «Мехнат» з виробництва металевих зливків, безалкогольних напоїв. магазин, хлібопекарське підприємство, працює мале меблеве підприємство.
У наступні роки в місті були побудовані фермерський ринок, будинок свят «Саодат», базова станція «Соглом авлод», пологовий будинок на 150 ліжок, сотні магазинів і магазинів побутового обслуговування.

## Географія
Центральні дороги з'єднують Пішкент з Ташкентом, Алмалыком, Охангароном та іншими містами і районами. Поруч з містом розташоване Ташкентське водосховище.
Піскент нерозривно пов'язаний з містом Алмалик. Промислові товари доставляються з Алмалика в Піскент, а сільськогосподарська продукція з Піскента в Алмалик.